# Gare de Poznań Garbary
La gare de Poznań Garbary (en polonais: Poznań Garbary) est une gare située sur le territoire de la ville de Poznań, en Pologne.

## Galerie de photos

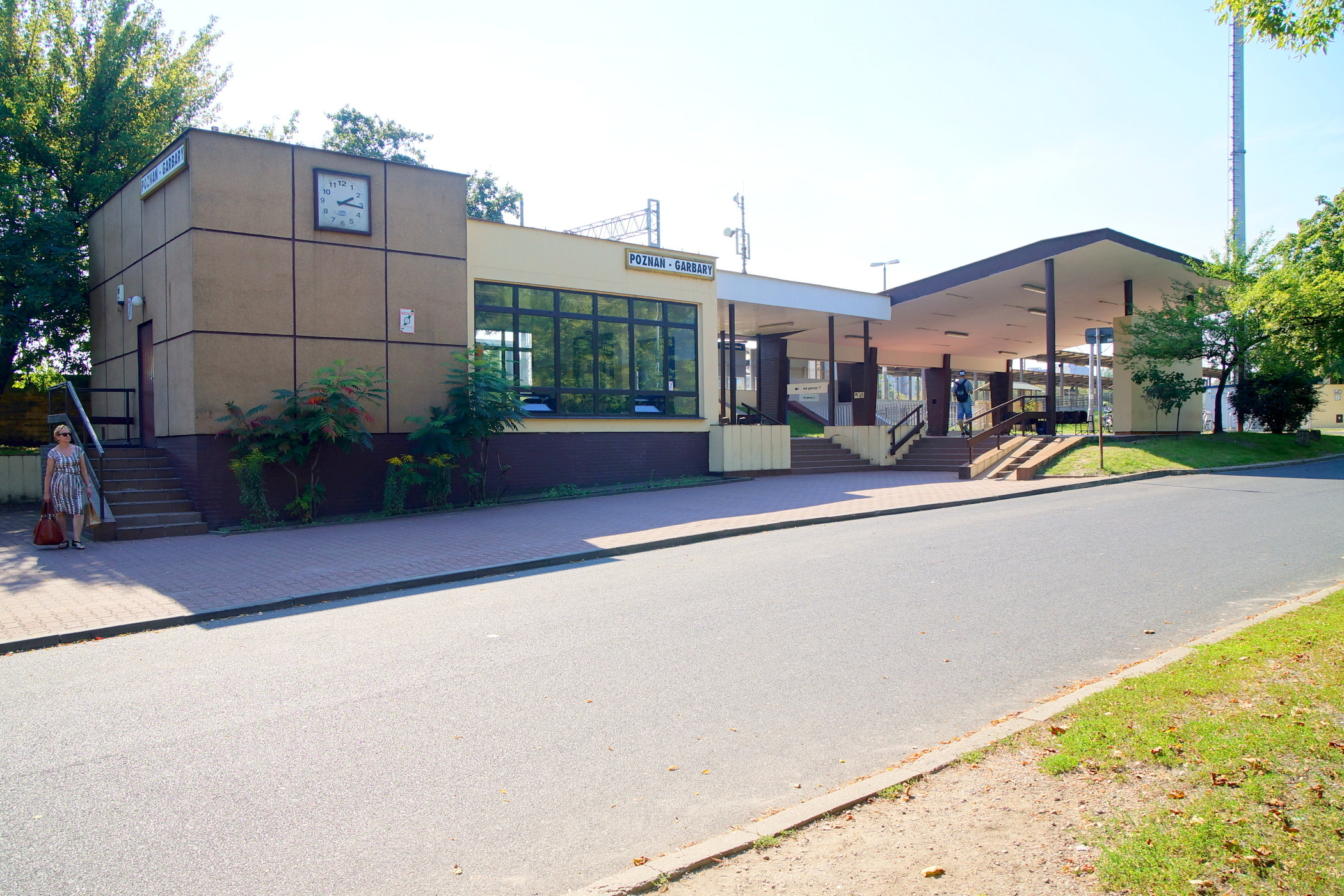
Bâtiment de la gare
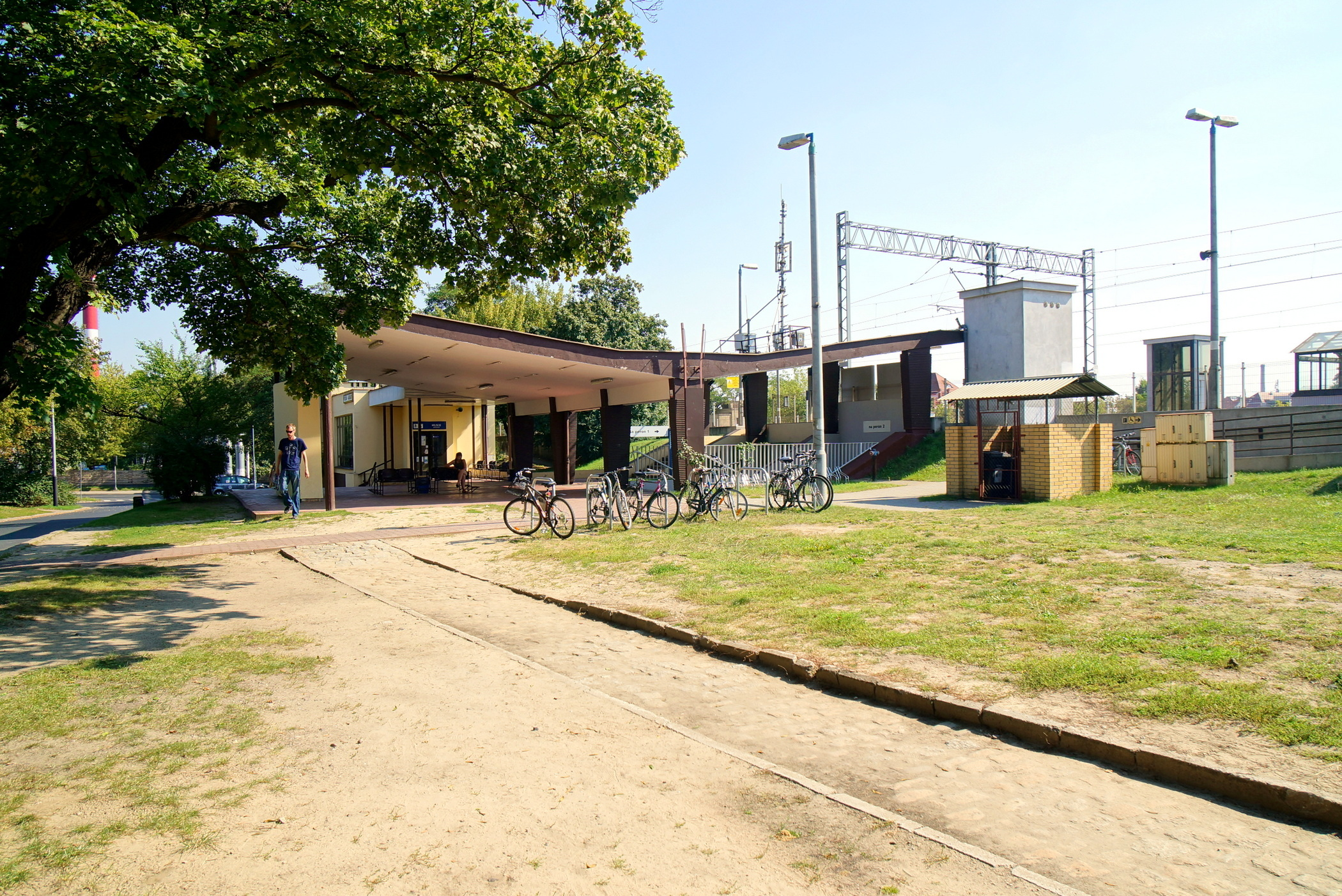
Bâtiment de la gare
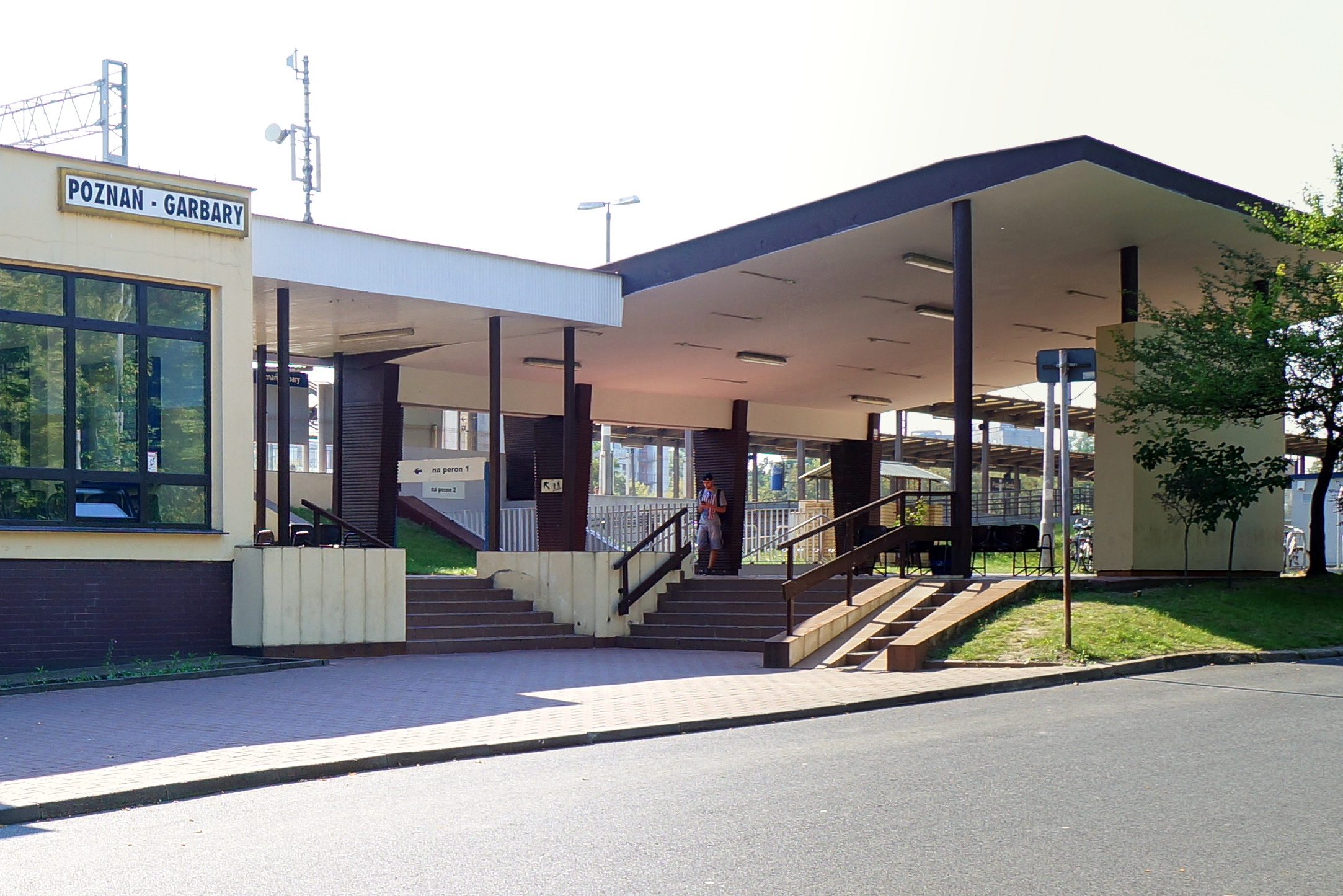
Bâtiment de la gare